# Eric Bogle
Eric Bogle (Peebles, 23 settembre 1944) è un cantautore scozzese naturalizzato australiano.

## Biografia
Nato in Scozia nel 1944 Bogle emigrò in Australia nel 1969.
Fra le sue canzoni:
- And The Band Played Waltzing Matilda (1972). Una ballata antimilitarista sullo sbarco delle truppe dell'ANZAC nella baia di Suvla nella campagna dei Dardanelli, durante la prima guerra mondiale. Il brano è stato ripreso da molti artisti, tra i quali i Pogues (in Rum, Sodomy, and the Lash)[1].
- No Man's Land (1976) (conosciuta anche come "The Green Fields of France" e "Willie McBride")
- My Youngest Son Came Home Today. Una cover della canzone è stata inserita da Billy Bragg nel suo album The Internationale e dagli Egin nell'album Unità Popolare del 2006.
- Now l'm Easy

## Discografia
- Now I'm easy
- Plain and simple
- Scraps of paper
- Singing the spirit home
- Something of value
- When the wind blows
- Hard hard times (con John Munro)
- Voices in the Wilderness
- The emigrant and the exile
- Mirrors
- Small miracles
- Endangered species
- The colour of dreams
- Other people's children
- The dreamer

### Raccolte elive
- I wrote this wee song
- Eric Bogle songbook 1 e 2
- Singing the spirit home[2]
- By request
- The gift of years
- At this stage (con John Munro e Brent Miller)